# Кватроказе (Кремона)
Кватроказе је насеље у Италији у округу Кремона, региону Ломбардија.
Према процени из 2011. у насељу је живело 301 становника. Насеље се налази на надморској висини од 24 м.